# Christian Galenda
 Christian Galenda, né le 18 janvier 1982 à Dolo est un nageur italien spécialisé dans la nage libre. Il a détenu de 2008 à 2010 le record d’Europe du relais 4 × 100 m nage libre en petit bassin avec des coéquipiers européens.

## Biographie
Christian Galenda a commencé sa carrière en papillon, discipline dans laquelle il obtient une médaille de bronze aux Jeux Méditerranéens en 2001.
Ensuite il se spécialise dans la nage libre de sprint (50 et 100 m) et remportent de nombreux trophées : la médaille d'argent avec le relais 4 × 100 m aux Championnats du Monde à Melbourne en 2007, une médaille de bronze individuelle aux championnats européens de Madrid 2004.
Depuis 2006, il est également devenu un grand spécialiste des courses mixtes, en particulier dans le cadre de 100 mètres en petit bassin, il a participé à deux finales de coupe du monde de natation en petit bassin et aux championnats européens en petit bassin en 2008 où il a remporté la médaille d'argent et a amélioré le record italien 100 m 4 nages, avec un temps de 52 s 29.

## Palmarès

### Compétitions internationales
| Année | Jeux olympiques                                           | Ch. Monde grand bassin                                                                                        | Ch. Monde petit bassin                                                                                    | Ch. Europe grand bassin                                                                                    | Ch. Europe petit bassin                                                                          |
| ----- | --------------------------------------------------------- | --- | --- | --- | ------------------------------------------------------------------------------------------------ |
| 2004  | Athènes 4e(f) 4 × 100 m nage libre                        | | Indianapolis pas de participation                                                                         | Madrid · 100 m nage libre · 4 × 100 m nage libre · 4 × 200 m nage libre                                    | Vienne 6e(s) 200 m nage libre 12e(s) 100 m nage libre                                            |
| 2005  |                                                           | Montréal 9e(s) 4 × 100 m nage libre                                                                           | | | Trieste 6e(f) 50 m nage libre 4e(f) 100 m nage libre 14e 200 m nage libre 4e Relais 50 m 4 nages |
| 2006  |                                                           | | Shangaï · 24e(s) 50 m nage libre · 2e(s) 100 m 4 nages · 4 × 100 m nage libre                             | Budapest · 6e(s) 100 m nage libre · 4 × 100 m nage libre                                                   | Helsinki pas de participation                                                                    |
| 2007  |                                                           | Melbourne · 14e(df) 100 m nage libre · 4 × 100 m nage libre · 5e 4 × 200 m nage libre · 6e' 4 × 100 m 4 nages | | | Debrecen pas de participation                                                                    |
| 2008  | Pékin 12e(df) 100 m nage libre 4e(f) 4 × 100 m nage libre | | Manchester · 16e(s) 100 m nage libre · 5e(s) 100 m 4 nages · 4e(f) 4 × 100 m libre · 4 × 200 m nage libre | Eindhoven · 7e(f) 100 m nage libre · 4 × 100 m nage libre · 4 × 200 m nage libre · 5e(f) 4 × 100 m 4 nages | Rijeka · 15(s) 100 m nage libre · 100 m 4 nages                                                  |
| 2009  |                                                           | Rome 21e(s) 100 m nage libre 5e(f) 4 × 100 m nage libre                                                       | | | Istanbul · 8e(s) 100 m nage libre · 8e(f) 100 m 4 nages · 4 × 50 m nage libre                    |
| 2010  |                                                           | | Dubaï 15e (df) 100 m nage libre 6e (df) 4 × 100 m nage libre                                              | Budapest 4e(f) 4 × 100 m nage libre                                                                        | Eindhoven 5e(df) 100 m 4 nages                                                                   |

## Records

### Record d’Europe
Lors du meeting Duel in the pool qui s'est tenu à Manchester du 18 au 19 décembre 2009, Christian Galenda bat, le 19 décembre 2009, le record d’Europe du 4 × 100 m nage libre en petit bassin avec des coéquipiers italiens, dans un temps de 3 min 04 s 95. Ce record a été battu en décembre 2010 par l'équipe de France.
| Niveau | Épreuve                         | Bassin | Nageurs                                                      | Temps équipe | Temps perso                     | Date             | Statut                                                           |
| Europe | Relais 4 × 100 m nage libre (H) | 25 m   | Christian Galenda Marco Orsi Benjamin Starke Filippo Magnini | 3 min 4 s 95 | 46 s 67 45 s 95 45 s 81 46 s 52 | 19 décembre 2009 | Battu le 15 décembre 2010 par l'équipe de France en 3 min 4 s 78 |

## Meilleurs temps personnels
Les meilleurs temps personnels établis par Christian Galenda dans les différentes disciplines sont détaillés ci-après.
| Épreuve                   | Bassin | Temps         | Compétition                            | Lieu                | Date            |
| 50 m nage libre           | 50 m   | 22 s 50       | 43e championnats du monde militaires   | Montréal (CAN)      | 10 août 2009    |
| 100 m nage libre          | 50 m   | 48 s 47       | Jeux olympiques d'été 2008             | Beijing (CHN)       | 13 août 2008    |
| 200 m nage libre          | 50 m   | 1 min 48 s 69 | Championnats d'Italie                  | Riccione            | 5 mars 2009     |
| 50 m brasse               | 50 m   | 31 s 02       | Semifinale Coppa Olimpica              | Rome                | 20 mai 2006     |
| 50 m papillon             | 50 m   | 24 s 91       | Championnats d'Italie                  | Brescia             | 24 avril 2002   |
| 100 m papillon            | 50 m   | 53 s 72       | Championnats d'Italie                  | Brescia             | 24 avril 2002   |
| 200 m papillon            | 50 m   | 1 min 58 s 20 | Championnats du monde de natation 2001 | Fukuoka (JPN)       | 23 juillet 2001 |
| 100 m nage libre (relais) | 50 m   | 46 s 74       | Championnats du monde de natation 2009 | Rome (Italie)       | 2 août 2009     |
| 200 m nage libre (relais) | 50 m   | 1 min 49 s 39 | Championnats du monde de natation 2003 | Barcelone (Espagne) | 23 juillet 2003 |
| 100 m papillon (relais)   | 50 m   | 53 s 91       | Championnats du monde de natation 2001 | Fukuoka (JPN)       | 28 juillet 2001 |

| Épreuve                   | Bassin | Temps         | Compétition                                            | Lieu                     | Date             |
| 50 m nage libre           | 25 m   | 22 s 06       | Italian Team Championships - Ligue ...                 | Rome                     | 25 avril 2009    |
| 100 m nage libre          | 25 m   | 46 s 67       | Duel in the Pool                                       | Manchester (GBR)         | 19 décembre 2009 |
| 200 m nage libre          | 25 m   | 1 min 45 s 35 | 5. Gran Premio Italia - 33. Trofeo ...                 | Viareggio                | 14 novembre 2009 |
| 100 m dos                 | 25 m   | 58 s 19       | 15. Memorial Chiara Giavi                              | Montebelluna             | 5 janvier 2011   |
| 50 m brasse               | 25 m   | 29 s 33       | X Meeting Internazionale Cis                           | Moie Di Maiolati         | 24 octobre 2010  |
| 100 m brasse              | 25 m   | 1 min 00 s 63 | 5. Gran Premio Italia - 33. Trofeo ...                 | Viareggio                | 14 novembre 2009 |
| 50 m papillon             | 25 m   | 24 s 52       | Championnats d'Italie en petit bassin                  | Camogli                  | 18 décembre 2002 |
| 100 m papillon            | 25 m   | 53 s 33       | Championnats d'Italie en petit bassin                  | Camogli                  | 18 décembre 2002 |
| 200 m papillon            | 25 m   | 1 min 57 s 09 | FINA: World Cup No 7 - 2002/2003 ...                   | Berlin (GER)             | 25 janvier 2003  |
| 100 m 4 nages             | 25 m   | 52 s 29       | Championnats d'Europe de natation en petit bassin 2008 | Rijeka (Croatie)         | 14 décembre 2008 |
| 200 m 4 nages             | 25 m   | 2 min 01 s 30 | Championnats d'Italie en petit bassin                  | Trévise                  | 15 décembre 2004 |
| 50 m nage libre (relais)  | 25 m   | 21 s 48       | Championnats d'Europe de natation en petit bassin 2009 | Istanbul (Turquie)       | 13 décembre 2009 |
| 100 m nage libre (relais) | 25 m   | 46 s 13       | Duel in the Pool                                       | Manchester (GBR)         | 18 décembre 2009 |
| 200 m nage libre (relais) | 25 m   | 1 min 45 s 11 | Ch. du monde de natation en petit bassin 2008          | Manchester (Royaume-Uni) | 10 avril 2008    |
| 50 m papillon (relais)    | 25 m   | 23 s 77       | Championnats d'Italie en petit bassin                  | Trévise                  | 15 décembre 2004 |